# Willard Hotel

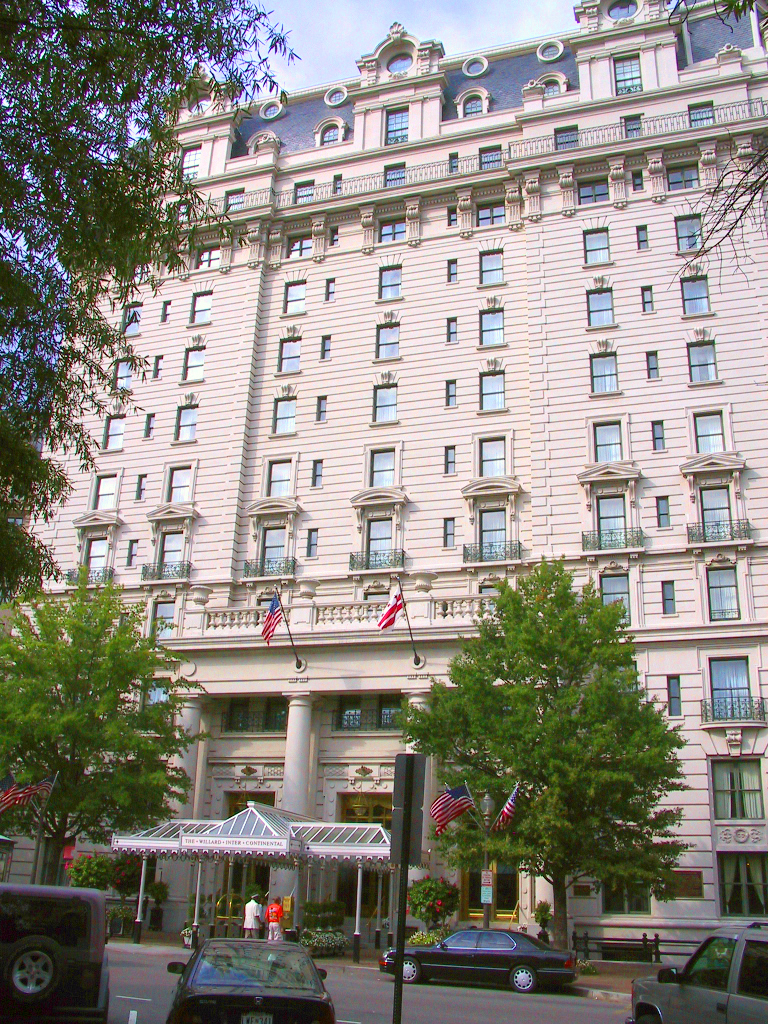
Het Willard Hotel, voorgevel

Het Willard Hotel, voluit Willard InterContinental Washington, is een bekend hotel in de Amerikaanse hoofdstad Washington, D.C.. In 1963 schreef Martin Luther King hier zijn I Have a Dream-toespraak.
Het hotel ligt aan 1401-1409 Pennsylvania Avenue N.W., vlak bij het Witte Huis. Elke Amerikaanse president sinds Franklin Pierce heeft in het hotel verbleven of er een evenement bezocht. Na moorddreigingen werd Abraham Lincoln in 1861 het hotel in gesmokkeld en verbleef er in de maanden voor zijn inauguratie in 1861. Ulysses S. Grant verbleef graag in de lobby; volgens de overlevering stamt hiervan de uitdrukking lobbyen, omdat de president regelmatig in de lobby werd benaderd met verzoeken om gunsten. Woodrow Wilson hield in 1916 vergaderingen van de League to Enforce Peace, een voorloper van de Volkenbond, in de lobby van het hotel. Calvin Coolidge logeerde een maand in het hotel in 1923, voordat hij in het Witte Huis kon trekken.
In 1861 werd een vredesconferentie in het hotel gehouden in een poging de Amerikaanse Burgeroorlog te voorkomen. Later dat jaar hoorde Julia Ward Howe vanuit het raam van haar hotelkamer een aantal soldaten voorbij komen die het lied John Brown's Body zongen en componeerde het volkslied The Battle Hymn of the Republic op dezelfde melodie.
Andere bekende gasten van hotel waren onder meer Mark Twain, Walt Whitman, Harry Houdini, Gloria Swanson, Emily Dickinson, Charles Dickens en Jenny Lind. Bob Fosse kreeg een hartaanval tijdens een verblijf in het hotel in 1987 en stierf kort daarna.
Het slot van de film Minority Report van Steven Spielberg werd in 2001 in het hotel opgenomen. Voor de film werd een deel van het dak van het kantoorgebouw nagebouwd in een studio.
Op de plek van het Willard stond al in 1816 een hotel. Het pand werd in 1850 opgekocht door ondernemer Henry Willard, die er een nieuw hotel van 100 kamers neerzette. Het huidige hotel van 12 etages en 332 kamers werd ontworpen in beaux-artsstijl door Henry Janeway Hardenbergh en kwam gereed in 1901.
Het hotel ging failliet in 1968 en moest zijn deuren sluiten, maar na aankoop door de federale overheid en verhuur aan de InterContinental Hotels Group werd het hotel gerenoveerd en een kantoorgebouw bijgebouwd, en in 1986 werd het hotel feestelijk heropend in het bijzijn van bekendheden als senator Edward Kennedy. In de jaren 1990 onderging het hotel nogmaals een grote verbouwing.
In 1974 werd het hotel opgenomen in de National Register of Historic Places, een nationale monumentenlijst.